# 埃爾薩瓦河
49°50′40″N 9°9′15″E / 49.84444°N 9.15417°E

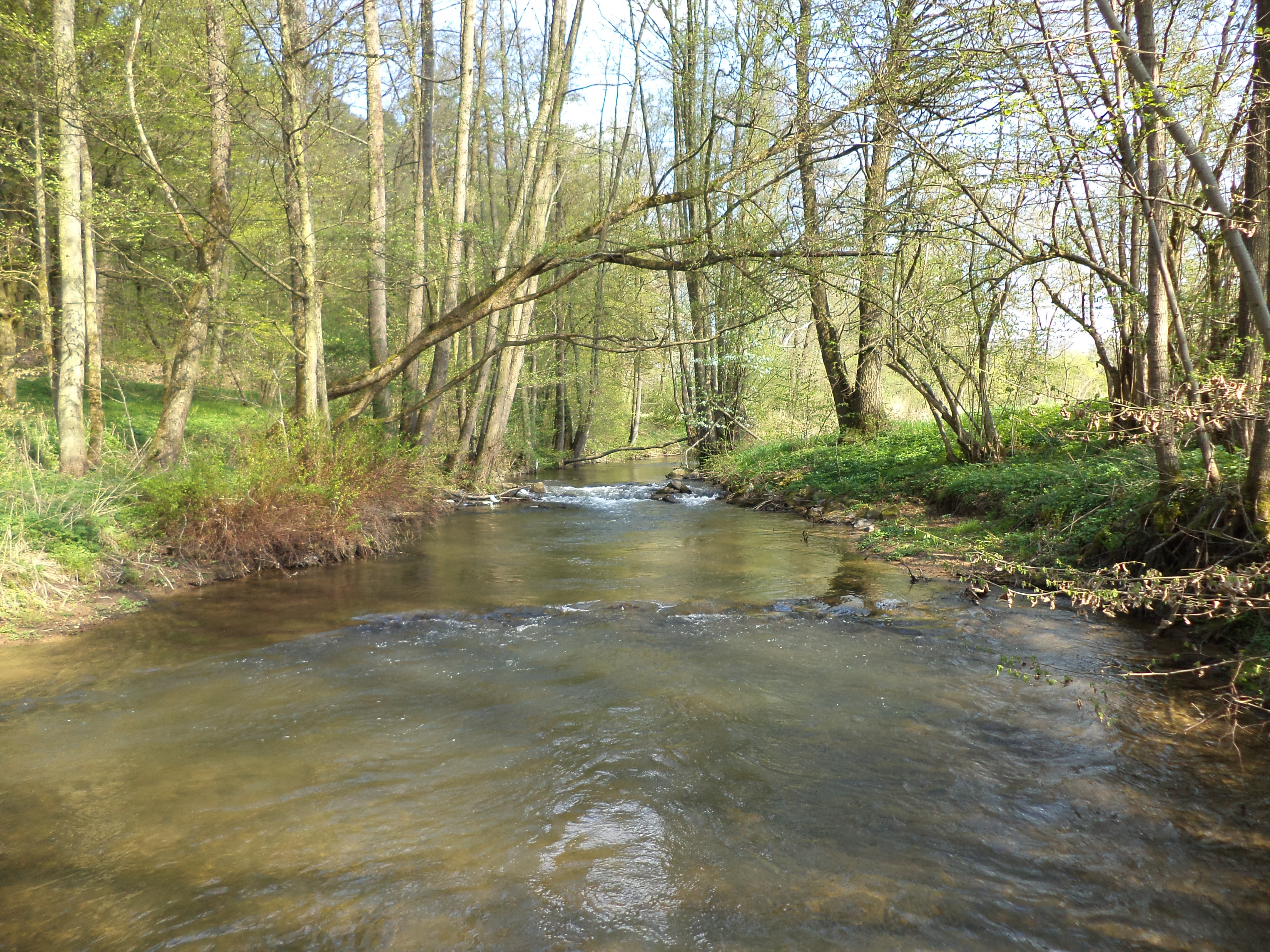

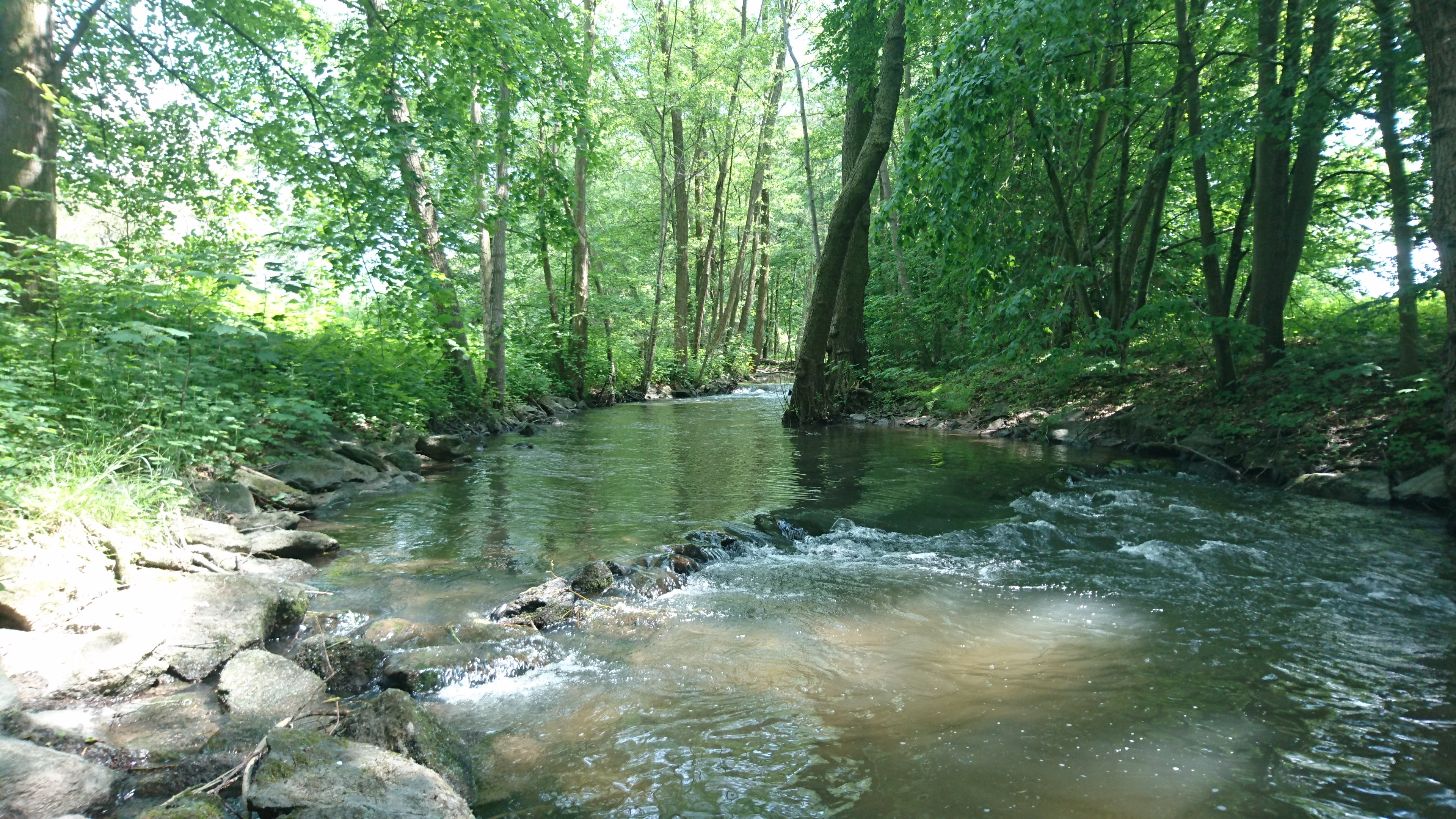

埃爾薩瓦河（德語：Elsava），是德國的河流，位於該國東南部，由巴伐利亞負責管轄，屬於美因河的右支流，河道全長24.7公里，流域面積157平方公里，河口處在埃爾森費爾德附近。